# Ульяновськ (авіаносний крейсер)
Ульяновськ (рос. Ульяновск) — недобудований радянський важкий атомний авіаносний крейсер проєкту 1143.7 (шифр «Кречет»), який мав стати першим повноцінним «радянським атомним авіаносцем». 4 жовтня 1988 року зарахований до списків кораблів ВМФ і 25 листопада того ж року закладений на Чорноморському суднобудівному заводі в Миколаєві під заводським № 107. 1 листопада 1991 року при 18% технічної готовності виключений зі списків кораблів ВМФ СРСР і знятий з будівництва. Утилізований згідно з розпорядженням Кабінету міністрів України № 69-р від 4 лютого 1992 року.

## Історія проєктування. Проєкт 1143.7
Проєктування авіаносного корабля з ядерною силовою установкою і катапультним зльотом літаків велися з кінця 1960-х років за шифром «Орел». Був розроблений аванпроєкт 1160, а з 1976 року розпочалися роботи за проєктом 1153 «великого крейсера з авіаційним озброєнням», який передбачав базування літаків, що запускаються за допомогою катапульти — винищувачів МіГ-23K і штурмовиків Су-25K. Водотоннажність корабля мала становити 80 000 тонн, а розмір авіакрила — 70 літаків. Однак проєкт був заморожений в 1983 році.
Розробка важкого атомного авіаносного крейсера проєкту 1143.7 «Ульяновськ», почалася в Невському проєктно-конструкторському бюро в Ленінграді у 1984 під керівництвом Лева Васильович Бєлова (заступник генерального конструктора Микола Федорович Жуков). Пізніше їх змінили Ю. М. Варфоломєев і К. П. Загородній). При проєктуванні враховувався досвід розробки проєктів 1160 і 1153. Основні тактико-технічні елементи атомного важкого авіаносного проєкту 1143.7 були затверджені постановою Ради міністрів СРСР в жовтні 1987 року. Корабель нового покоління, хоча й проходив по шифру «Кречет», являв собою нове покоління радянських авіаносних крейсерів — з ядерною енергетичною установкою, стартовими катапультами, трампліном і базуванням багатофункціонального авіакрила чисельністю до 70 літальних апаратів.

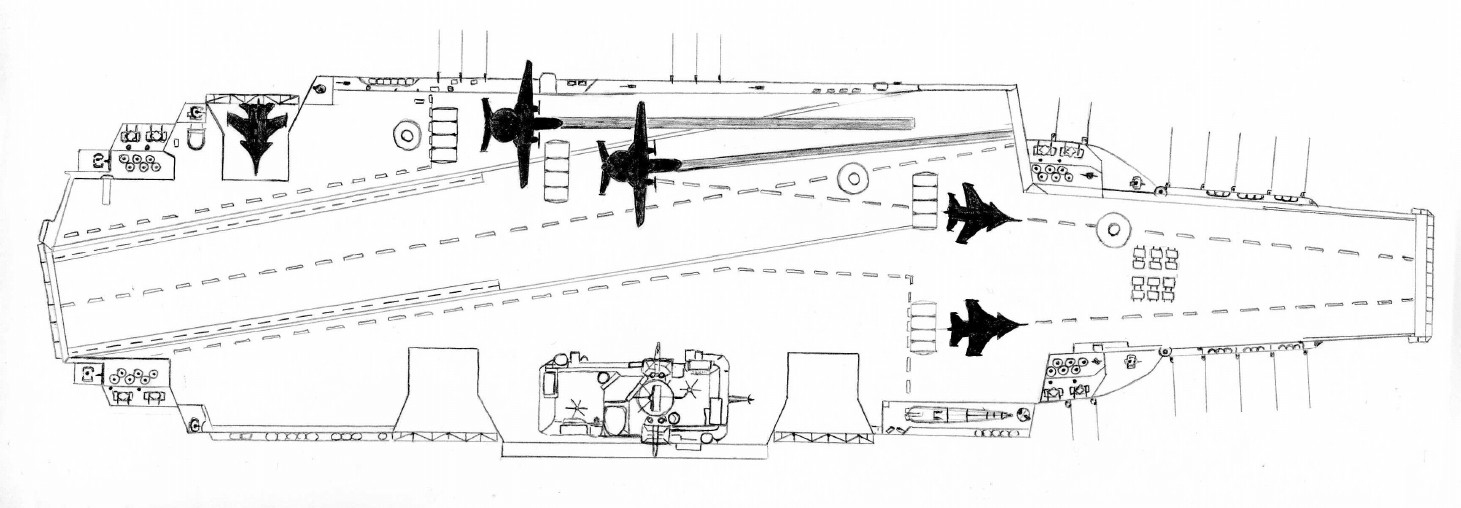
Схема польотної палуби «Ульяновська»: літаки Як-44 — на стартових позиціях катапульт, Су-27К — на зльоті з трампліна; в кормі — Су-27К на підйомнику

Зовні «Ульяновськ» нагадував збільшену копію копією авіансоного крейсера проєкту 1143.5, мав ті ж стрімкі форми та зберігав його компоновку. У спадок від 1135.5-го проєкту «Ульяновську» дісталися носовий трамплін, надбудова-острів з встановленою РЛС «Марс-Пасат» та подібний набір ракетного озброєння. Але були й відмінності, головне з яких — «Ульяновськ» приводився в рух чотирма ядерними реакторами сумарною тепловою потужністю 305 мегават: енергетична установка складалася з 4 турбін і 4 реакторів. Передбачалися допоміжні котли, здатні при заглушених реакторах забезпечити кораблю хід в 10 вузлів. Джерелом електроенергії служив генератор потужністю 27 000 кВт. Довжина корабля сягала 320 метрів, повна водотоннажність — 79 000 тонн, екіпаж — 3800 осіб. Корабель мав високобортний корпус, виготовлений зі сталі по поздовжній системі набору. Від попередніх авіаносних крейсерів проєкту «Ульяновськ» відрізнявся збільшеними розмірами польотної палуби, трампліном з кутом сходу 14° і двома паровими катапультами довжиною 90 м. Корпус мав розділятися на 20 водонепроникних відсіків. Надбудова («острів») розміщувалася по правому борту. Система бронювання включала коробчату захист сховищ боєзапасу та протиторпедний захист.

## Замовлення С-107. Будівництво і утилізація
«Ульяновськ» (будівельний номер № С-107) був закладений 25 листопада 1988 року на стапелі «0» миколаського Чорноморського суднобудівного заводу. При проєктуванні і будівництві корабля широко застосовувалися технологічні і конструктивні елементи апробовані на двох останніх авіаносних крейсерах проєкту 1143.5 («Тбілісі», «Рига»), а також на важких атомних крейсерах типу «Кіров» (пр. 1144). Особливою специфікою корабля була наявність ядерної енергетичної установки і значно більші в порівнянні з попередниками головні розміри. Існуючі на той час заводські достроєчні набережні ЧСЗ не забезпечували будівництво такого корабля — паралельно здійснювався намив «атомної» достороєчної набережної з цехами поряд з Великим ковшем.

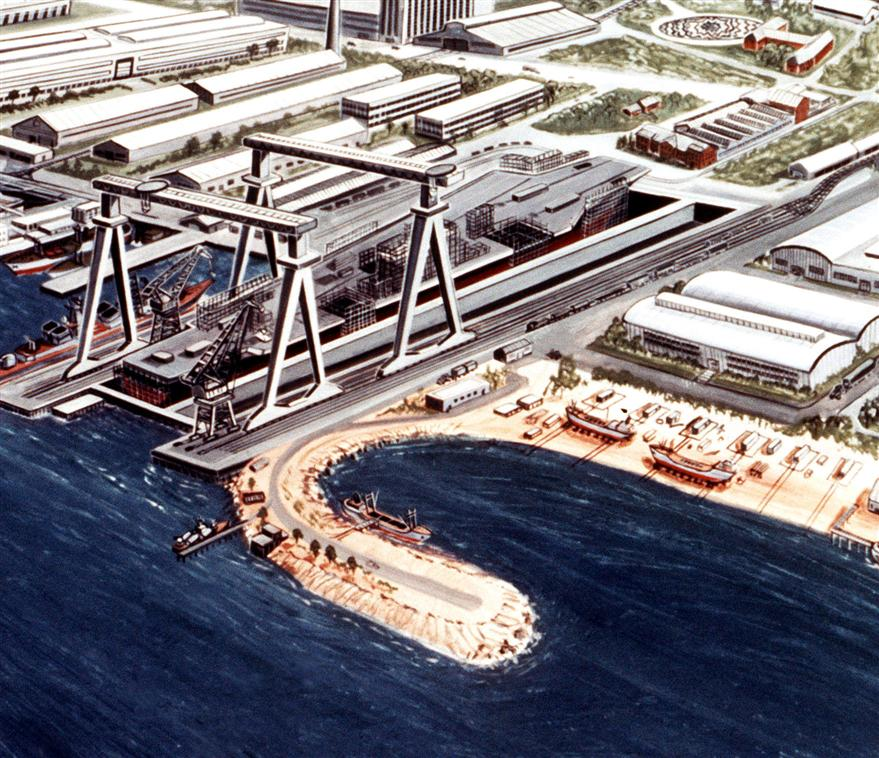
«Ульяновськ» на стапелі Чорноморського суднобудівного заводу. Ілюстрація у щорічнику Soviet Military Power за 1984 рік

Наявність на кораблі атомної парогенераторної установки, яких раніше не виробляли на ЧСЗ також потребували нових інженерних рішень. На «Ульяновську» мали встановити чотири ядерних реактори КН-3, які встановлювались на такр проєкту 1144, але форсованого типу — КН-3-43, об'єднані в два зональні блоки кормового і носового ешелонів ядерної енергоустановки. Інтегрована в корпус корабля АПГУ монтувалася безпосередньо на заводі. Крім реакторів і систем автоматичного управління, АПГУ включала 400-тонні баки металоводного захисту з пластмасовим і свинцевим конструктивним захистом. Керченський суднобудівний завод «Залив», який на той час мав досвід будівництва суден з ЯЕУ, передав ЧСЗ плавучий контрольно-дозиметричний пункт і ряд технологічних стендів. Для збирання атомної парогенеруючої установки на заводі був побудований плавучий цех, встановлений на жорсткі опори на дні Бузького лиману. В 1990–1991 роках завод отримав від контрагентів корпуси реакторів, парогенераторів, трубні системи, насоси й розпочали монтаж парогенераторної установки.
Станом на 1991 рік на стапелі був сформований нижній ярус блоків корпусу корабля до шостої палуби (по ватерлінію), в кормі розпочато монтаж верхнього ярусу блоків до польотної палуби. ВМФ СРСР оплатив будівельні роботи до грудня 1991 року. Станом на кінець року технічна готовність корпусу «Ульяновська» сягала 70%, загальна готовність корабля становила близько 18%. Чорноморським заводом було перероблено 29000 тон корпусної сталі, з них 25000 тон були вже зібрані на стапелі. На корабель була завантажена частина механізмів. Однак надалі ні Головне управління кореблебудування ВМФ РФ Росії, ні вище військово-політичне керівництво РФ в особі міністра оборони Євгена Шапошникова і президента Бориса Єльцина зацікавленості в добудові корабля не проявили. Україні корабель такого класу також потрібен не був.
1 листопада 1991 року «Ульяновськ» виключений зі списків кораблів ВМФ СРСР. 4 лютого 1992 року перший віце-прем'єр-міністр України Костянтин Масик підписав розпорядження про утилізацію корабля, а 5 лютого був підписаний наказ по заводу про зупинення будівництва замовлення № 107. До 29 жовтня розділаний на метал на стапелі.